# Buchtel (Ohio)
Buchtel es una villa ubicada en el condado de Athens en el estado estadounidense de Ohio. En el Censo de 2010 tenía una población de 558 habitantes y una densidad poblacional de 442,39 personas por km².

## Geografía
Buchtel se encuentra ubicada en las coordenadas 39°27′48″N 82°10′49″O / 39.46333, -82.18028. Según la Oficina del Censo de los Estados Unidos, Buchtel tiene una superficie total de 1.26 km², de la cual 1.26 km² corresponden a tierra firme y (0.21%) 0 km² es agua.

## Demografía
Según el censo de 2010, había 558 personas residiendo en Buchtel. La densidad de población era de 442,39 hab./km². De los 558 habitantes, Buchtel estaba compuesto por el 97.85% blancos, el 1.08% eran afroamericanos, el 0% eran amerindios, el 0% eran asiáticos, el 0% eran isleños del Pacífico, el 0% eran de otras razas y el 1.08% pertenecían a dos o más razas. Del total de la población el 1.08% eran hispanos o latinos de cualquier raza.